# Porin
Porin je membranska beljakovina, ki sodeluje pri prenosu snovi skozi celično membrano. Po zgradbi in obliki so to beta sodčki – sodu podobne strukture z luknjo v sredini, ki je tako velika, da lahko skozi potujejo snovi z difuzijo. Delujejo torej kot ionski kanalčki.
Porini ne prepuščajo vseh snovi, temveč so selektivni. Prva omejitev je velikost pore, ki je dovolj velika le za majhne molekule, kot so voda, ioni, aminokisline in enostavni sladkorji. Poleg tega lahko dodatno omejujejo prehod z razporeditvijo nabitih aminokislin ob notranjem robu. Tako lahko prepuščajo samo polarne ali samo nepolarne snovi oz. snovi z določenim nabojem.